# Laguna de Ipala
La laguna de Ipala es un lago de cráter que se localiza entre los departamentos de Chiquimula y Jutiapa en Guatemala. El cráter del Volcán de Ipala tiene un diámetro de aproximadamente 1 km. El lago tiene una superficie de aproximadamente 0.52 km² y se encuentra a una altitud de 1493 m s. n. m.